# Чемпионат Армении по боксу 2017
Чемпионат Армении по боксу 2017 года проходил в Ереване с 18 по 23 октября 2017 года.

## Медалисты
| Весовая категория            | Золото            | Серебро            | Бронза                          |
| ---------------------------- | ----------------- | ------------------ | ------------------------------- |
| Минимальный вес (— 49 кг)    | Артур Оганесян    | Владимир Абрахамян |                                 |
| Наилегчайший вес (— 52 кг)   | Вахе Бадалян      | Арутюн Карапетян   |                                 |
| Легчайший вес (— 56 кг)      | Хенрик Мокоян     | Ален Даниелян      |                                 |
| Полулёгкий вес (— 60 кг)     | Хайр Шахвердян    | Армен Григорян     |                                 |
| Лёгкий вес (— 64 кг)         | Арарат Гюльбенкян | Артур Кирасян      |                                 |
| Первый средний вес (— 69 кг) | Гарик Папикян     | Гурген Мадоян      |                                 |
| Средний вес (— 75 кг)        | Арман Дарчинян    | Хамбардзум Акобян  |                                 |
| Полутяжёлый вес (— 81 кг)    | Артем Галстян     | Вазген Шахвердян   |                                 |
| Тяжёлый вес (— 91 кг)        | Хенрик Саргсян    | Артур Хачатрян     |                                 |
| Супертяжёлый вес (+ 91 кг)   | Давид Чалоян      | Арам Абрамян       | Гюрген Оганесян Вахтанг Мкртчян |